# 아스타르테
아스타르테(그리스어: Ἀστάρτη), 아스다롯(개역개정)는 셈족의 풍요 다산의 여신이다. 메소포타미아 신화의 인안나, 이슈타르, 그리스 신화의 아프로디테 등과 기원이 같은 여신으로 간주된다. 가나안, 페니키아 민족이 숭배했던 신으로 잘 알려져있으나 원래는 우가리트나 에마르와 같은 아모리족의 도시나, 마리, 에블라와 같은 수메르의 도시에서 숭상되던 신이다. 또한 고대 이집트 신왕국 시대의 이집트에서도 숭배되었다. 이베리아반도의 페니키아 식민지에서도 기록을 찾아볼 수 있다.

## 이름
아스테르테라는 이름은 가나안과 페니키아에서 불리던 이름이 헬라어로 기록되어 전해지는 것이다. 아카드에서는 아스달투()라 불렀는데, 이슈타르의 여성형이다. 우가리트에서는 아타르트(𐎓𐎘𐎚𐎗𐎚)라 하였으며, 페니키아어로는 아스타르트(𐤏𐤔𐤕𐤓𐤕)라 하였다. 히브리어로는 아스토렛(עַשְׁתֹּרֶת)이다.

## 같이 보기
- 이슈타르

- 아스타로트